# 韋爾斯縣 (北達科他州)
韋爾斯县（英語：Wells County）是位於美國北達科他州中部的一個縣。面積3,343平方公里。根據美國2000年人口普查，共有人口5,102人。縣治費森登。
成立於1873年1月4日，原名Gingras 縣，1881年2月26日改名。縣名紀念商人、銀行家、達科他準州議員愛德華·P·韋爾斯。